# Kavatagi, Jamkhandi
Kavatagi là một làng thuộc tehsil Jamkhandi, huyện Bagalkot, bang Karnataka, Ấn Độ.